# Purple Rain
Purple Rain – album Prince’a i grupy The Revolution, będący ścieżką dźwiękową do filmu Purpurowy deszcz.
Jest to szósty album Prince’a, w którym w luźnych wątkach autobiograficznych zawarł swoje przeżycia z początku kariery scenicznej. Popularność zdobył dzięki świetnej ścieżce dźwiękowej oraz wyprodukowanemu filmowi. Tytułowy utwór zdobył olbrzymią popularność dzięki docenionej przez krytykę scenie filmowej, w której Prince zaśpiewał i zagrał osobiście z towarzyszeniem swojego zespołu, z którym ówcześnie grał. W 2012 roku album został ogłoszony przez Slant Magazine drugim najlepszym albumem lat 80., przegrał tylko z Thrillerem Michaela Jacksona, a utwory When Doves Cry i Let’s Go Crazy to początek listy przebojów w USA. Utwór tytułowy był numerem dwa na liście Billboard Hot 100.
W 2020 album został sklasyfikowany na 8. miejscu listy 500 albumów wszech czasów magazynu Rolling Stone.

## Lista utworów
1. „Let’s Go Crazy” – 4:39
2. „Take Me with U” – 3:54
3. „The Beautiful Ones” – 5:13
4. „Computer Blue” – 3:59
5. „Darling Nikki” – 4:14
6. „When Doves Cry” – 5:54
7. „I Would Die 4 U” – 2:49
8. „Baby I'm a Star” – 4:24
9. „Purple Rain” – 8:40

## Notowania
| Kraj              | Lista             |  | Najwyższa pozycja |
| ----------------- | ----------------- |  | ----------------- |
| Australia         | Kent Music Report |  | 1                 |
| Holandia          | MegaCharts        |  | 1                 |
| Kanada            | RPM               |  | 1                 |
| Nowa Zelandia     | RIANZ             |  | 2                 |
| Stany Zjednoczone | Billboard 200     |  | 1                 |
| Szwecja           | Sverigetopplistan |  | 3                 |
| Wielka Brytania   | Official Charts   |  | 4                 |